# Шведска на Светском првенству у атлетици у дворани 2024.
Шведска је на 19. Светском првенству у атлетици у дворани 2024. одржаном у Глазгову од 1. до 3. марта марта учествовала деветнаести пут, односно учествовала је на свим првенствима до данас. Репрезентацију Шведске представљало је 9 такмичара (5 мушкарца и 4 жена), који су се такмичили у 8 дисциплина (5 мушких и 3 женске).,
На овом првенству Шведска је по броју освојених медаља заузела 7. место са 2 медаље (1 златна и 1 сребрна).
У табели успешности према броју и пласману такмичара који су учествовали у финалним такмичењима (првих 8 такмичара) Шведска је са 7 учесника у финалу делила 11. место са 23 бода.
| Плас. | Земља   | 1. место | 2. место | 3. место | 4. место | 5. место | 6. место | 7. место | 8. место | Бр. финал. | Бод. |
| ----- | ------- | -------- | -------- | -------- | -------- | -------- | -------- | -------- | -------- | ---------- | ---- |
| =11.  | Шведска | 1        | 1        | 0        | 0        | 1        | 0        | 0        | 4        | 7          | 23   |

## Учесници
| Мушкарци: - Хенрик Ларсон — 60 м - Андреас Крамер — 800 м - Самуел Пихлстром — 1.500 м - Арманд Дуплантис — Скок мотком - Тобиас Монтлер — Скок удаљ | Жене: - Јоланда Нгарамбе — 1.500 м - Акселина Јохансон — Бацање кугле - Фани Рос — Бацање кугле - Бјанка Салминг — Петобој |

, , ,

## Освајачи медаља (2)

### Злато (1)
- Арманд Дуплантис — Скок мотком

### Сребро (1)
- Андреас Крамер — 800 м

## Резултати

### Мушкарци
| Атлетичар        | Дисциплина  | Лични рекорд | Квалификације       | Квалификације | Полуфинале   | Полуфинале | Финале      | Финале      | Детаљи |
| Атлетичар        | Дисциплина  | Лични рекорд | Резултат            | Место         | Резултат     | Место      | Резултат    | Место       | Детаљи |
| ---------------- | ----------- | ------------ | ------------------- | ------------- | ------------ | ---------- | ----------- | ----------- | ------ |
| Хенрик Ларсон    | 60 м        | 6,53         | 6,59(.585) КВ, =ЛРС | 1. у гр. 2    | 6,55 кв, ЛРС | 3. у гр. 1 | 6,56(.560)  | 5 / 49 (50) |        |
| Андреас Крамер   | 800 м       | 1:45,09 НР   | 1:46,21 КВ, ЛРС     | 2. у гр. 2    | 1:48,14      | 3. у гр. 1 | 1:45,27 ЛРС |             |        |
| Самуел Пихлстром | 1.500 м     | 3:35,47 НР   | 3:39,63 КВ          | 2. у гр. 1    |              |            | 3:38,35     | 8 / 28 (29) |        |
| Арманд Дуплантис | Скок мотком | 6,23 СР      |                     |               |              |            | 6,05 СРС    |             |        |
| Тобиас Монтлер   | Скок удаљ   | 8,38 НР      | 7,80                | 8 / 15 (16)   |              |            |             |             |        |

### Жене
| Атлетичарка       | Дисциплина   | Лични рекорд | Квалификације | Квалификације | Полуфинале | Полуфинале | Финале                | Финале       | Детаљи |
| Атлетичарка       | Дисциплина   | Лични рекорд | Резултат      | Место         | Резултат   | Место      | Резултат              | Место        | Детаљи |
| ----------------- | ------------ | ------------ | ------------- | ------------- | ---------- | ---------- | --------------------- | ------------ | ------ |
| Јоланда Нгарамбе  | 1.500 м      | 4:06,10      | 4:15,77       | 5. у гр. 1    |            |            | Није се квалификовала | 21 / 27 (28) |        |
| Акселина Јохансон | Бацање кугле | 19,54 НР     |               |               |            |            | 18,68 ЛРС             | 8 / 17       |        |
| Фани Рос          | Бацање кугле | 19,42        | 18,21         | 9 / 17        |            |            |                       |              |        |

#### Петобој
| Дисциплина   | Бјанка Салминг | Бјанка Салминг | Бјанка Салминг | Бјанка Салминг | Бјанка Салминг | Бјанка Салминг |
| Дисциплина   | Лич. рек.      | Резултат       | Бод.           | Плас.          | Укупно         | Плас.          |
| ------------ | -------------- | -------------- | -------------- | -------------- | -------------- | -------------- |
| 60 м препоне | 8,80           | 8,95           | 1.095          | 12.            | 920            | 12.            |
| Скок увис    | 1,92           | 1,82           | 1.003          | 1.             | 1.923          | 10.            |
| Бацање кугле | 14,94          | 13,93          | 789            | 3.             | 2.712          | 7.             |
| Скок удаљ    | 6,13           | 5,65           | 744            | 10.            | 3.456          | 9.             |
| 800 м        | 2:11,44        | 2:17,28        | 787            | 6.             | 4.317          | 8.             |
| Петобој      | 4.533          |                |                |                | 4.317          | 8 / 10 (12)    |